# 5303 Парійський
5303 Парійський (5303 Parijskij) — астероїд головного поясу, відкритий 3 жовтня 1978 року.
Тіссеранів параметр щодо Юпітера — 3,295.